# Dansk Skak Union
 For alternative betydninger, se DSU. (Se også artikler, som begynder med DSU)
Dansk Skak Union (DSU) er paraplyorganisation for organiseret skak i Danmark. Organisationen blev stiftet i 1903, og har i dag omkring 4.000 medlemmer, fordelt på 136 skakklubber i Danmark. Unionen står for det individuelle danmarksmesterskab og danmarksmesterskabet for hold. DSU er medlem af den internationale skakorganisation, FIDE.

## Øvrige aktiviteter
- DSU ejer firmaet Dansk Skak Salg
- DSU organiserer også korrespondanceskakken (også kaldet K-skak) i Danmark
- DSU udgiver medlemsbladet Skakbladet